# Campionati del mondo di atletica leggera 2017 - 100 metri piani maschili
La gara dei 100 metri piani maschili dei Campionati del mondo di atletica leggera 2017 si è svolta tra il 4 e il 5 agosto.

## Podio
| Pos.    | Atleta            | Nazionalità | Tempo |
| ------- | ----------------- | ----------- | ----- |
| Oro     | Justin Gatlin     | Stati Uniti | 9"92  |
| Argento | Christian Coleman | Stati Uniti | 9"94  |
| Bronzo  | Usain Bolt        | Giamaica    | 9"95  |

## Situazione pre-gara

### Record
Prima di questa competizione, il record del mondo (RM) e il record dei campionati (RC) erano i seguenti.
| Record                | Prestazione | Atleta              | Data                             | Competizione  |
| --------------------- | ----------- | ------------------- | -------------------------------- | ------------- |
| Record mondiale       | 9"58        | Usain Bolt Giamaica | 16 agosto 2009 Berlino, Germania | Mondiali 2009 |
| Record dei campionati | 9"58        | Usain Bolt Giamaica | 16 agosto 2009 Berlino, Germania | Mondiali 2009 |

### Campioni in carica
I campioni in carica a livello mondiale e olimpico erano:
| Campione | Atleta              | Prestazione | Data                                   | Competizione         |
| -------- | ------------------- | ----------- | -------------------------------------- | -------------------- |
| Olimpico | Usain Bolt Giamaica | 9"81        | 14 agosto 2016 Rio de Janeiro, Brasile | Giochi olimpici 2016 |
| Mondiale | Usain Bolt Giamaica | 9"79        | 23 agosto 2015 Pechino, Cina           | Mondiali 2015        |

### La stagione
Prima di questa gara, gli atleti con le migliori tre prestazioni dell'anno erano:
| Pos. | Atleta                        | Prestazione | Data                               |
| ---- | ----------------------------- | ----------- | ---------------------------------- |
| 1    | Christian Coleman Stati Uniti | 9"82        | 07 giugno 2017 Eugene, Stati Uniti |
| 2    | Yohan Blake Giamaica          | 9"90        | 23 giugno 2017 Kingston, Giamaica  |
| 3    | Akani Simbine Sudafrica       | 9"92        | 18 marzo 2017 Pretoria, Sudafrica  |

## Risultati

### Turno preliminare
Le batterie preliminari si sono svolte venerdì 4 agosto 2017 a partire dalle ore 20:00.

Qualificazione: i primi tre di ogni serie (Q) e i due tempi migliori tra gli esclusi (q) si qualificano alle batterie.
| Pos. | Batteria | Nome                    | Nazionalità       | Tempo  | Note                                     |
| ---- | -------- | ----------------------- | ----------------- | ------ | ---------------------------------------- |
| 1    | 3        | Ján Volko               | Slovacchia        | 10"15  | Q                                        |
| 2    | 2        | Emre Zafer Barnes       | Turchia           | 10"217 | Q                                        |
| 3    | 3        | Mario Burke             | Barbados          | 10"220 | Q                                        |
| 4    | 3        | Abdullah Abkar Mohammed | Arabia Saudita    | 10"23  | Q                                        |
| 5    | 4        | Ramon Gittens           | Barbados          | 10"25  | Q                                        |
| 6    | 1        | Emmanuel Matadi         | Liberia           | 10"27  | Q                                        |
| 7    | 4        | Joseph Millar           | Nuova Zelanda     | 10"29  | Q                                        |
| 8    | 4        | Warren Fraser           | Bahamas           | 10"30  | Q                                        |
| 9    | 1        | Brendon Rodney          | Canada            | 10"37  | Q                                        |
| 10   | 1        | Mark Otieno Odhiambo    | Kenya             | 10"40  | Q                                        |
| 11   | 2        | Chavaughn Walsh         | Antigua e Barbuda | 10"44  | Q                                        |
| 12   | 2        | Hassan Saaid            | Maldive           | 10"45  | Q                                        |
| 13   | 4        | Ambdoul Karim Riffayn   | Comore            | 10"59  | q                                        |
| 14   | 4        | Jean Tarcicius Batambok | Camerun           | 10"71  | q                                        |
| 15   | 3        | Rolando Palacios        | Honduras          | 10"73  |                                          |
| 16   | 3        | Hanh Bui Ba             | Vietnam           | 10"76  | Miglior prestazione personale stagionale |
| 17   | 1        | Phearath Nget           | Cambogia          | 10"99  | Miglior prestazione personale stagionale |
| 18   | 2        | Dyland Sicobo           | Seychelles        | 11"01  |                                          |
| 19   | 1        | Masbah Ahmmed           | Bangladesh        | 11"08  |                                          |
| 20   | 3        | Said Gilani             | Afghanistan       | 11"13  | Miglior prestazione personale            |
| 21   | 4        | Scott James Fiti        | Micronesia        | 11"23  | Miglior prestazione personale            |
| 22   | 3        | Paul Ma'unikeni         | Isole Salomone    | 11"31  | Miglior prestazione personale stagionale |
| 23   | 1        | Mohamed Lamine Dansoko  | Guinea            | 11"41  | Miglior prestazione personale stagionale |
| 24   | 4        | Gwynn Uehara            | Palau             | 11"47  | Miglior prestazione personale stagionale |
| 25   | 1        | Dysard Dageago          | Nauru             | 11"60  |                                          |
| 26   | 2        | Jeki Lanki              | Isole Marshall    | 11"908 | Miglior prestazione personale            |
| 27   | 2        | Mobera Tonana           | Kiribati          | 11"909 | Miglior prestazione personale stagionale |
| 28   | 2        | Ielu Tamoa              | Tuvalu            | 12"12  | Miglior prestazione personale            |

### Batterie
Le batterie si sono corse dalle ore 20:20 del 4 agosto 2017.

Qualificazione: i primi tre di ogni serie (Q) e i sei tempi migliori tra gli esclusi (q) si qualificano alle semifinali.
| Pos. | Batteria | Nome                    | Nazionalità       | Tempo  | Note  |
| ---- | -------- | ----------------------- | ----------------- | ------ | ----- |
| 1    | 3        | Julian Forte            | Giamaica          | 9"99   | Q     |
| 2    | 1        | Christian Coleman       | Stati Uniti       | 10"01  | Q     |
| 3    | 3        | Ben Youssef Meïté       | Costa d'Avorio    | 10"02  | Q     |
| 4    | 4        | Bingtian Su             | Cina              | 10"026 | Q     |
| 5    | 3        | Reece Prescod           | Gran Bretagna     | 10"027 | Q     |
| 6    | 2        | Abdul Hakim Sani Brown  | Giappone          | 10"048 | Q     |
| 6    | 5        | Justin Gatlin           | Stati Uniti       | 10"048 | Q     |
| 8    | 6        | Usain Bolt              | Giamaica          | 10"067 | Q     |
| 9    | 4        | Chijindu Ujah           | Gran Bretagna     | 10"068 | Q     |
| 10   | 1        | Jak Ali Harvey          | Turchia           | 10"121 | Q     |
| 10   | 6        | James Dasaolu           | Gran Bretagna     | 10"121 | Q     |
| 12   | 2        | Yohan Blake             | Giamaica          | 10"126 | Q     |
| 12   | 4        | Christopher Belcher     | Stati Uniti       | 10"126 | Q     |
| 14   | 2        | Zhenye Xie              | Cina              | 10"127 | Q     |
| 15   | 3        | Akani Simbine           | Sudafrica         | 10"141 | q     |
| 15   | 6        | Jimmy Vicaut            | Francia           | 10"141 | Q     |
| 17   | 6        | Shuhei Tada             | Giappone          | 10"185 | q     |
| 17   | 5        | Andrew Fisher           | Bahrein           | 10"185 | Q     |
| 19   | 1        | Cejhae Greene           | Antigua e Barbuda | 10"201 | Q     |
| 20   | 4        | Aska Cambridge          | Gran Bretagna     | 10"203 | q     |
| 21   | 2        | Emre Zafer Barnes       | Turchia           | 10"22  | q     |
| 22   | 1        | Emmanuel Matadi         | Liberia           | 10"234 | q     |
| 23   | 3        | Alex Wilson             | Svizzera          | 10"237 | q     |
| 24   | 1        | Ramon Gittens           | Barbados          | 10"24  |       |
| 24   | 5        | Kim Kuk-young           | Corea del Sud     | 10"24  | Q     |
| 26   | 1        | Julian Reus             | Germania          | 10"241 |       |
| 27   | 2        | Emmanuel Callender      | Trinidad e Tobago | 10"242 |       |
| 28   | 2        | Ján Volko               | Slovacchia        | 10"247 |       |
| 29   | 5        | Keston Bledman          | Trinidad e Tobago | 10"26  |       |
| 30   | 5        | Gavin Smellie           | Canada            | 10"29  |       |
| 31   | 1        | Senoj-Jay Givans        | Giamaica          | 10"30  |       |
| 32   | 5        | Abdullah Abkar Mohammed | Arabia Saudita    | 10"303 |       |
| 33   | 4        | Joseph Millar           | Nuova Zelanda     | 10"306 |       |
| 34   | 6        | Hassan Taftian          | Iran              | 10"34  |       |
| 35   | 6        | Brendon Rodney          | Canada            | 10"36  |       |
| 36   | 4        | Mark Otieno Odhiambo    | Kenya             | 10"37  |       |
| 37   | 2        | David Lima              | Portogallo        | 10"41  |       |
| 38   | 6        | Warren Fraser           | Bahamas           | 10"414 |       |
| 39   | 3        | Mario Burke             | Barbados          | 10"419 |       |
| 40   | 3        | Hassan Saaid            | Maldive           | 10"45  |       |
| 41   | 6        | Diego Palomeque         | Colombia          | 10"51  |       |
| 42   | 4        | Jeremy Dodson           | Samoa             | 10"52  |       |
| 43   | 2        | Ambdoul Karim Riffayn   | Comore            | 10"72  |       |
| 44   | 1        | Jean Tarcicius Batambok | Camerun           | 10"75  |       |
| -    | 4        | Mosito Lehata           | Lesotho           | dq     | [ 2 ] |
| -    | 5        | Thando Roto             | Sudafrica         | dq     | [ 2 ] |
| -    | 5        | Chavaughn Walsh         | Antigua e Barbuda | dns    |       |
| -    | 3        | Andre De Grasse         | Canada            | dns    |       |

### Semifinale
Le semifinali si sono tenute il 5 agosto dalle ore 19:00.

Qualificazione: i primi due di ogni serie (Q) e i due tempi migliori tra gli esclusi (q) si qualificano alla finale.
| Pos. | Batteria | Nome                   | Nazionalità       | Tempo  | Note |
| ---- | -------- | ---------------------- | ----------------- | ------ | ---- |
| 1    | 3        | Christian Coleman      | Stati Uniti       | 9"97   | Q    |
| 2    | 3        | Usain Bolt             | Giamaica          | 9"98   | Q    |
| 3    | 2        | Yohan Blake            | Giamaica          | 10"04  | Q    |
| 4    | 2        | Reece Prescod          | Gran Bretagna     | 10"045 | Q    |
| 5    | 1        | Akani Simbine          | Sudafrica         | 10"048 | Q    |
| 6    | 1        | Justin Gatlin          | Stati Uniti       | 10"086 | Q    |
| 6    | 3        | Jimmy Vicaut           | Francia           | 10"086 | q    |
| 8    | 2        | Bingtian Su            | Cina              | 10"10  | q    |
| 9    | 3        | Chijindu Ujah          | Gran Bretagna     | 10"113 |      |
| 10   | 1        | Ben Youssef Meïté      | Costa d'Avorio    | 10"115 |      |
| 11   | 1        | Julian Forte           | Giamaica          | 10"13  |      |
| 12   | 2        | Jak Ali Harvey         | Turchia           | 10"16  |      |
| 13   | 2        | Christopher Belcher    | Stati Uniti       | 10"192 |      |
| 14   | 2        | Emmanuel Matadi        | Liberia           | 10"194 |      |
| 15   | 1        | James Dasaolu          | Gran Bretagna     | 10"22  |      |
| 16   | 1        | Aska Cambridge         | Giappone          | 10"25  |      |
| 17   | 3        | Shuhei Tada            | Giappone          | 10"26  |      |
| 18   | 3        | Emre Zafer Barnes      | Turchia           | 10"27  |      |
| 19   | 2        | Abdul Hakim Sani Brown | Giappone          | 10"271 |      |
| 20   | 1        | Zhenye Xie             | Cina              | 10"274 |      |
| 21   | 2        | Alex Wilson            | Svizzera          | 10"30  |      |
| 22   | 3        | Andrew Fisher          | Bahrein           | 10"36  |      |
| 23   | 1        | Kim Kuk-young          | Corea del Sud     | 10"40  |      |
| 24   | 3        | Cejhae Greene          | Antigua e Barbuda | 10"64  |      |

### Finale
La finale si è svolta sabato 5 agosto alle ore 21:45.
| Pos. | Corsia | Nome              | Nazionalità   | Tempo | Note                                     |
| ---- | ------ | ----------------- | ------------- | ----- | ---------------------------------------- |
|      | 8      | Justin Gatlin     | Stati Uniti   | 9"92  | Miglior prestazione personale stagionale |
|      | 5      | Christian Coleman | Stati Uniti   | 9"94  |                                          |
|      | 4      | Usain Bolt        | Giamaica      | 9"95  | =                                        |
| 4    | 7      | Yohan Blake       | Giamaica      | 9"99  |                                          |
| 5    | 6      | Akani Simbine     | Sudafrica     | 10"01 |                                          |
| 6    | 3      | Jimmy Vicaut      | Francia       | 10"08 |                                          |
| 7    | 9      | Reece Prescod     | Gran Bretagna | 10"17 |                                          |
| 8    | 2      | Bingtian Su       | Cina          | 10"27 |                                          |